# Obsjtina Madzjarovo
obsjtina Madzjarovo (bulgariska: Община Маджарово) är en kommun i Bulgarien.   Den ligger i regionen Chaskovo, i den södra delen av landet, 240 km sydost om huvudstaden Sofia.
obsjtina Madzjarovo delas in i:
- Borislavtsi
- Dolni Glavanak
- Dolno Sădievo
- Topolovo

Följande samhällen finns i obsjtina Madzjarovo:
- Madzjarovo

Trakten runt obsjtina Madzjarovo består till största delen av jordbruksmark. Runt obsjtina Madzjarovo är det mycket glesbefolkat, med 7 invånare per kvadratkilometer.